# Poduri, Argeș
Poduri este un sat în comuna Corbi din județul Argeș, Muntenia, România.